# Rakfisk
Rakfisk – tradycyjne danie kuchni norweskiej przygotowywane ze sfermentowanych ryb, zazwyczaj pstrąga lub golca. Jest znane ze swojego mocnego smaku i wyraźnego aromatu. Spożywany jest na surowo, krojony w plastry. Zwykle podawany z lefse, kwaśną śmietaną i czerwoną cebulą, ziemniakami i czasami sosem musztardowo-koperkowym. 

## Nazwa
Nazwa rakfisk pochodzi od procesu konserwacji znanego jako raking, w którym rybacy wypełniają wypatroszone ryby solą i cukrem, a następnie przechowują je w chłodnym miejscu pod ciśnieniem.

## Przygotowanie
Ryba jest patroszona i dokładnie czyszczona. Następnie jest obficie solona, co działa konserwująco i wspomaga proces fermentacji. Po zasoleniu ryba jest szczelnie zamykana w beczkach lub pojemnikach. Utrzymywana jest temperatura 4-7°C. Okres fermentacji może trwać od dwóch do kilku miesięcy, w zależności od pożądanego smaku i konsystencji. W tym czasie ryba rozwija swój charakterystyczny smak umami i aromat.